# Paris-Nice de 1935
A Paris-Nice de 1935 foi a terceira edição da Paris-Nice, que se disputou entre 26 e 30 de março de 1935. A carreira foi vencida pelo francês René Vietto, da equipa Helyett, apesar de sofrer uma crise na Esterel, por deante Antoine Dignef (Colin) e Raoul Lesueur (Helyett).
Le Petit Journal, Marseille-Matem e Le Petit Niçois são os novos organizadores da prova tomando o relevo a Lyon Républicain.
Nesta edição produzem-se diferentes mudanças. Instauram-se bonificações de tempos aos dois primeiros da cada etapa e nas cimeiras dos portos de Limonest, da République e da Turbie. Permite-se a assistência mecânica entre colegas de equipa e instaura-se um contrarrelógio por equipas.

## Participantes
Nesta edição da Paris-Nice  partiram parte 111 corredores. 48 faziam-no de forma individual e os outros 63 dentro das equipas Alcyon, Helyett, Tendil, Francis Pellissier, Peugeot, Genial-Lucifer, Delangle, France Sports e Colin. A prova acabaram-no 36 corredores.

## Resultados das etapas
| Etapas              | Data        | Percurso              | Km     | Vencedor de etapa  | Líder da geral             |
| ------------------- | ----------- | --------------------- | ------ | ------------------ | -------------------------- |
| 1ª etapa            | 26 de março | Paris-Dijon           | 304 km | Léon Le Calvez     | Léon Le Calvez             |
| 2ª etapa            | 27 de março | Dijon-Saint-Étienne   | 253 km | Antoine Dignef     | René Vietto e Benoit Faure |
| 3ª etapa            | 28 de março | Saint-Étienne-Avignon | 215 km | Henri Puppo        | René Vietto                |
| 4ª etapa            | 29 de março | Avignon-Marselha      | 205 km | Raymond Louviot    | René Vietto                |
| 5ª etapa, 1º sector | 30 de março | Marselha-Toulon (CRE) | 71 km  | Raoul Lesueur      | René Vietto                |
| 5ª etapa, 2º sector | 30 de março | Toulon-Cannes         | 125 km | Félicien Vervaecke | René Vietto                |
| 6ª etapa            | 31 de março | Cannes-Nice           | 135 km | Georges Speicher   | René Vietto                |

## Etapas

### 1ª etapa
26-03-1935. Paris-Dijon, 304 km.
Saída neutralizada: Hall do Peti Journal situado na rua Lafyette de Paris às 6 da manhã. Saída real: Carrefour Pompadour de Créteil às 8 da manhã.
|   | Ciclista       | Equipa     | Tempo      |
| - | -------------- | ---------- | ---------- |
| 1 | Léon Le Calvez | Delangle   | 8h 01' 03" |
| 2 | Gustave Deloor | Colin      | m. t.      |
| 3 | Luigi Barral   | Individual | m. t.      |

### 2ª etapa
27-03-1935. Dijon-Saint-Étienne, 253 km.
|   | Ciclista       | Equipa  | Tempo      |
| - | -------------- | ------- | ---------- |
| 1 | Antoine Dignef | Colin   | 6h 47' 07" |
| 2 | Romain Maes    | Alcyon  | + 5' 19"   |
| 3 | Dante Gianello | Peugeot | + 5' 45"   |

### 3ª etapa
A etapa faz-se a uma média de 40,3 km/h.
Na saída, Francis Pélissier é expulso da prova pelos comissários ao não ter licença de director desportivo. Seus quatro corredores também abandonam a carreira.
Vietto e Faure saem os dois com o maillot de líder ao estar empatados a tempo na geral.
|   | Ciclista           | Equipa   | Tempo      |
| - | ------------------ | -------- | ---------- |
| 1 | Henri Puppo        | Helyett  | 5h 20' 06" |
| 2 | Adrien Buttafocchi | Helyett  | + 2' 29"   |
| 3 | Théodore Ladron    | Delangle | m. t.      |

### 4ª etapa
29-03-1935. Avignon-Marselha, 205 km.
|   | Ciclista           | Equipa         | Tempo      |
| - | ------------------ | -------------- | ---------- |
| 1 | Raymond Louviot    | Genial-Lucifer | 5h 37' 58" |
| 2 | Fernand Mithouard  | Alcyon         | m. t.      |
| 3 | Sylvain Marcaillou | France Sports  | + 2' 29"   |

### 5ª etapa, 1º sector
30-03-1935. Marselha-Toulon, 71 km. (CRI)
|   | Ciclista           | Equipa  | Tempo      |
| - | ------------------ | ------- | ---------- |
| 1 | Raoul Lesueur      | Helyett | 1h 57' 56" |
| 2 | René Vietto        | Helyett | m. t.      |
| 3 | Adrien Buttafocchi | Helyett | m. t.      |

### 5ª etapa, 2º sector
30-03-1935. Toulon-Cannes, 125 km.
|   | Ciclista           | Equipa | Tempo      |
| - | ------------------ | ------ | ---------- |
| 1 | Félicien Vervaecke | Alcyon | 3h 30' 56" |
| 2 | Antoine Dignef     | Colin  | +3' 08"    |
| 3 | Jean Maréchal      | Colin  | m. t.      |

### 6ª etapa
31-03-1935. Canes-Nice, 135 km.
Chegada situada ao Berço dos Estados Unidos.
|   | Ciclista           | Equipa  | Tempo      |
| - | ------------------ | ------- | ---------- |
| 1 | Georges Speicher   | Alcyon  | 3h 42' 12" |
| 2 | Félicien Vervaecke | Alcyon  | + 20"      |
| 3 | Raoul Lesueur      | Helyett | + 2' 15"   |

## Classificações finais

### Classificação geral
|    | Ciclista           | Equipa        | Tempo       |
| -- | ------------------ | ------------- | ----------- |
| 1  | René Vietto        | Helyett       | 35h 23' 14" |
| 2  | Antoine Dignef     | Colin         | + 1' 17"    |
| 3  | Raoul Lesueur      | Helyett       | + 3' 27"    |
| 4  | Léon Level         | Helyett       | + 7' 33"    |
| 5  | Adrien Buttafocchi | Helyett       | + 10' 17"   |
| 6  | René Le Grevès     | Alcyon        | + 11' 11"   |
| 7  | Georges Speicher   | Alcyon        | + 14' 34"   |
| 8  | Pierre Magne       | France Sports | + 15' 06"   |
| 9  | Jean Fontenay      | Individual    | + 18' 42"   |
| 10 | Alfons Deloor      | Colin         | + 23' 00"   |